# Muminobod
Muminobod (tadż. Мӯъминобод) – osiedle typu miejskiego w Tadżykistanie (wilajet chatloński). Dawniej nazywało się Leningrad. W 2007 liczyło 12 349 mieszkańców.